# 少年少女 (加藤ミリヤの曲)
「少年少女」（しょうねんしょうじょ）は2015年1月14日に発売された31枚目の加藤ミリヤのシングル。

## 概要
前作、『YOU… feat.仲宗根泉 (HY)』から約3ヶ月ぶりのリリース。
表題曲「少年少女」は、衝撃の唄とメッセージと新たな旅立ちをテーマにした「ミリヤ流 “フォークソング”。」として制作された。
カップリング曲である「Higher」は、2014年末よりTVCMとしてO.AされていたSEIKOLUKIAのCMソングと、「FASHION」が収録されている。
初回生産限定盤と通常盤の2形態で発売。初回生産限定盤には、表題曲のミュージックビデオが収録されたDVDが付属されている。

## 収録曲
| 全作詞・作曲: Miliyah。 |                            |           |            |      |      |
| #                       | タイトル                   | 作詞      | 作曲・編曲 | 編曲 | 時間 |
| 1.                      | 「少年少女」               | Miliyah   | Miliyah    |      | 4:15 |
| 2.                      | 「Higher」                 | Miliyah   | Miliyah    |      | 4:14 |
| 3.                      | 「FASHION」                | Miliyah   | Miliyah    |      | 3:15 |
| 4.                      | 「少年少女(Instrumental)」 | Miliyah   | Miliyah    |      | 4:11 |
| 合計時間:               | 合計時間:                  | 合計時間: | 15:55      |      |      |

| #  | タイトル                   | 作詞 | 作曲・編曲 | 監督 |
| -- | -------------------------- | ---- | ---------- | ---- |
| 1. | 「少年少女 (Music Video)」 |      |            |      |

## タイアップ
| 曲名   | タイアップ                           |
| ------ | ------------------------------------ |
| Higher | SEIKOLUKIA「LUCKY PASSPORT」CMソング |

## 収録アルバム
- M's X'Mas EP (#2)
- LIBERTY (#1#3)
- M BEST II (#1#3)
- M BEST -FAN'S SELECTION- (#2)